# Gynoplistia monozostera
Gynoplistia monozostera là một loài ruồi trong họ Limoniidae. Chúng phân bố ở miền Australasia.